# トータルウォー:ショーグン2
『トータルウォー：ショーグン2』（TOTAL WAR：SHOGUN 2）は、The Creative Assembly社が開発し、2011年に発売されたRTS（リアルタイムストラテジー）である。略称としてTWS2、もしくは旧作風にS2TWと呼ばれる。

## 概要
日本の戦国時代が舞台登場のRTSである。前作として『トータルウォー:ショーグン』がある。
ゲームはシングルプレイ用の、チュートリアル・キャンペーン・カスタムバトル・クイックバトル・歴史上のバトル。マルチプレイには、LAN対戦・オンラインバトル（アバターモードがtotal war シリーズで初めて実装される）から構成される。
キャンペーンではターン制戦略マップとリアルタイム制戦術マップを組み合わせた形式を採用している。

## 日本での販売状況
日本語化は、イーフロンティアによって行われWindows版のDVD-ROM販売が行われた。しかし、グローバル版とは互換性がなく、更に販売価格は、グローバル版のダウンロード販売価格と比較すると高価であった。その後、販売されたDLC（ダウンローダブル・コンテンツ）の多くは日本語化されず、グローバル版DLCは導入出来ない。現在では、日本語版DVD-ROM販売は終了しており、グローバル版ではSteamキーを使用したダウンロード販売が主流になっているが、Steamキーによるアクティベーションには地域規制がかかっており、日本ではアクティベーションするのが困難な、いわゆる、おま国ソフトのひとつになってしまっている。